# Orquestra Sinfônica da Paraíba
A Orquestra Sinfônica da Paraíba (OSPB) é uma orquestra brasileira fundada por um grupo de intelectuais integrantes da Sociedade de Cultura da Paraíba, liderada pelo Professor Afonso Pereira da Silva em 4 de novembro de 1945. Desse grupo, faziam parte o escritor e jornalista Carlos Romero, o desembargador Paulo Bezerril, e o musicólogo Domingos Ribeiro. Assim, o seu surgimento se deve a uma iniciativa da Sociedade de Cultura da Paraíba  além de uma parceria posterior com o governo  estadual  e com a  Universidade Federal da Paraíba o que possibilitou à orquestra a alcançar a profissionalização
A orquestra tem uma estrutura  composta por vários corpos artísticos: Orquestra Sinfônica, Orquestra Sinfônica Jovem, Camerata Juvenil e Orquestra Infantil, além de 3 corais e  uma oficina para formação de luthier.
Sua primeira apresentação oficial ocorreu no dia 29 de maio de 1946 sob a regência do maestro Francisco Picado.
Teve como regentes titulares: Carlos Veiga, Jose Alberto Kaplan e Eleazar de Carvalho entre outros. Seu regente titular atual é o maestro paraibano Luiz Carlos Durier.
Eleazar de Carvalho, Miguel Angel Gilard, Isaac Karabtchevsky, John Neschling, Cláudio Santoro e Roberto Tibiriçá  são alguns dos maestros que já regeram a Orquestra Sinfônica da Paraíba como regentes convidados
Entre solistas renomados que já se apresentaram frente a OSPB encontram-se: Nelson Freire, Aldo Parisot, Janos Starker, Jacques Klein, Jian Wang, Bruno Giuranna, Josef Gingold, Antonio Guedes Barbosa, Arthur Moreira Lima, Alexander Mandl, Roman Boris, Boris Berman, Flávio Gabriel, Leonardo Altino, Radegundis Feitosa Nunes, Elizabeth Sawyer, Emmanuel Lopez, e o grande Sivuca.

## Discografia
- Villa-Lobos:  Fantasia para Cello e Orquestra / Choro nº8  (participação do solista Janos Starker)  [2]
- CD com os vencedores do Concurso Internacional para Violino, Viola e Cello[4]